# Postlabium
Postlabium (łac. postlabium) – element narządów gębowych sześcionogów, wchodzący w skład wargi dolnej.
Postlabium jest nasadową (dosiebną) częścią wargi dolnej, oddzieloną od bardziej wierzchołkowego prelabium, a konkretnie od przedbródka, za pomocą szwu wargowego (łac. sutura labialis). Grzbietowa powierzchnia postlabium jest zwykle szeroko przyrośnięta do brzusznej lub tylnej ściany głowy, aczkolwiek może być częściowo wolna, co zwiększa ruchliwość wargi dolnej; taka sytuacja ma np. miejsce w masce larw ważek. Brzuszna (spodnia) powierzchnia postlabium nazywana jest zabródkiem i może być w całości błoniasta, zawierać jeden skleryt lub dwa skleryty: podbródek i bródkę. Mięśnie łączące wargę dolną z właściwym szkieletem głowy nie zaczepiają się nigdy w postlabium. W pierwotnym planie budowy tylna część postlabium leży blisko otworu potylicznego, a jego tylne kąty blisko tylnych jamek tentorialnych, jednak często jest on od wspomnianych struktur oddalony przez wydłużone zapoliczki lub płytkę gardzielową, czyli gulę.